# Orla Guerin
Orla Guerin MBE (* 15. Mai 1966) ist eine irische Journalistin und Nachrichtensprecherin. Sie ist Korrespondentin für BBC News.

## Frühe Lebensjahre und Karriere
Guerin wurde in Dublin geboren und besuchte eine Klosterschule. Die Journalistin absolvierte ihr Studium am Dublin Institute of Technology (DIT) und machte 1985 ihr Diplom in Journalismus am College of Commerce in Dublin. Zusätzlich hat sie einen Master-Abschluss in Filmwissenschaft vom University College Dublin (UCD).
Zu Beginn ihrer Karriere arbeitete Guerin bei Zeitungen wie der Sunday Tribune in Dublin. Guerin trat 1987 RTÉ News bei und wurde ihre jüngste Auslandskorrespondentin, als sie 1990 im Alter von 23 Jahren nach Osteuropa geschickt wurde. Sie blieb bis 1994 bei RTÉ und berichtete zusätzlich aus Mitteleuropa, der ehemaligen Sowjetunion, Jugoslawien und Sarajevo. Guerins Berichte für RTÉ Radio wurden 1992 mit dem Jacob’s Award ausgezeichnet.
Sie verließ RTÉ, um 1994 bei den irischen Europaparlamentswahlen als Vertreterin der irischen Labour Party zu kandidieren. Der politische Neuling Guerin war vom damaligen Labour Party Anführer Dick Spring persönlich ausgewählt worden. Obwohl sie auf der Parteitagung nicht ausgewählt wurde, bestand Spring darauf, dass sie in den Wahlgang aufgenommen werde. Sie gewann keinen Sitz, obwohl sie mit 6 % der Stimmen den siebten Platz von 15 Kandidaten erhielt.

## BBC-Karriere
Guerin trat 1995 in die BBC ein. Sie hatte ab Januar 1996 ihren Sitz in Los Angeles und wurde im Juli 1996 zur Südeuropa-Korrespondentin des Unternehmens. Bis Juni 2000 war sie in Rom tätig. In dieser Zeit berichtete Guerin aus dem Kosovo, Nordmazedonien und dem Baskenland in Nordspanien. In der zweiten Hälfte des Jahres 2000 war Guerin in Moskau stationiert und berichtete über die U-Boot-Katastrophe der Kursk.
Da sie regelmäßig aus Kriegsgebieten berichtete, erklärte Guerin 2002 Quentin Letts vom Evening Standard die Notwendigkeit, angemessene Kleidung zu tragen:

„Ich habe meine erste Flakjacke von der irischen Armee bekommen, aber sie haben mir nicht die Panzerplatten gegeben, die man in die Weste einführt. Ohne diese war die Jacke ungefähr so viel wert wie ein weißes Taschentuch. Ich bin jetzt etwas weiser und glücklicherweise sind die Panzerplatten leichter geworden. Man kann mit einer Flakjacke nicht sehr schnell laufen, aber manchmal muss man eine tragen. Ich kannte Kollegen, die ohne sie gestorben sind.“

Guerin wurde im Januar 2001 zum BBC-Korrespondenten der BBC in Jerusalem ernannt. Anfang April 2002 reichte die BBC eine offizielle Beschwerde bei der israelischen Regierung ein, nachdem israelische Soldaten auf Guerin und ihr Team geschossen hatten und die Reporter während der Aufnahme einer friedlichen Demonstration in Bethlehem im Westjordanland Schutz suchen mussten. Fast genau zwei Jahre später schrieb die israelische Regierung an die BBC und beschuldigte Guerin in einem Bericht über einen möglichen Selbstmordattentäter im Teenageralter „eine tiefgreifenden Voreingenommenheit gegen Israel“ gezeigt zu haben. Die BBC verteidigte Guerins Berichterstattung. Caroline Hawley folgte ihr als BBC-Korrespondentin in Jerusalem. Im Dezember 2005 teilte die BBC dem Broadcast-Magazine mit, dass Guerin zwei Jahre länger in Jerusalem verbracht hatte als die normale, dreijährige Rotation, die für ihre Korrespondenten üblich sei. Der frühere Generaldirektor der BBC Greg Dyke schrieb: „Ich habe keinen Zweifel, dass die Entscheidung der BBC, ihre Nahost-Korrespondentin Orla Guerin aus der Region zu ziehen und sie nach Südafrika zu schicken, Teil der normalen Rotation der BBC-Nachrichtenkorrespondenten war. Es war jedoch ein ziemlich schlechter Zeitpunkt, dies innerhalb weniger Tage nach dem Besuch von Generaldirektor Mark Thompson in Israel bekannt zu geben, wo er ein Treffen mit dem israelischen Premierminister Ariel Sharon hatte“. Im Januar 2006 wurde sie Afrika-Korrespondentin der BBC in Johannesburg. Danach war Guerin BBC-Korrespondentin in Islamabad, Pakistan.
Im Oktober 2015 schrieb der ehemalige BBC-Vorsitzende Lord Grade James Harding, dem Leiter der BBC News, und kritisierte die Berichterstattung Guerins aus dem Nahen Osten. In dem Brief, der in The Jewish Chronicle veröffentlicht wurde, bemängelte Grade, sie habe „Gleichwertigkeit“ zwischen Israel und den Palästinensern angenommen. Grade faulted her reporting for assuming "equivalence" between Israel and the Palestinians. Laut Grade: „Es war unangebracht, dass die Korrespondentin behauptete, 'es gibt keine Anzeichen für eine Beteiligung militanter Gruppen', bevor sofort Aufnahmen der Banner des palästinensischen Islamischen Jihad (PIJ) im Haus eines 19-jährigen Terroristen gezeigt wurden, der am 3. Oktober einen tödlichen Messerangriff am Lion’s Gate in Jerusalem ausführte“.
Am 23. Februar 2018 veröffentlichte Orla einen Untersuchungsbericht mit dem Titel „Der Schatten über Ägypten“, in dem sie über das mutmaßliche Verschwinden von Ägyptern, darunter eine junge Frau namens Zubeida, berichtete, deren Mutter im April 2017 von Sicherheitskräften entführt worden war. Am 26. Februar 2018 wurde ein Live-Interview im ägyptischen ON-TV-Netzwerk übertragen, in dem Zubeida und ihr Ehemann von Amr Adib, einem prominenten Regime-Reporter, interviewt wurden. Das Interview enthüllte, dass Zubeida seit April 2017 von ihrer Mutter entfremdet war, geheiratet und gerade erst zwei Wochen vor dem BBC-Bericht ein Baby bekommen hatte. Am 27. Februar 2018 erklärte Zubeidas Mutter jedoch in einem Live-Telefoninterview mit dem in Istanbul ansässigen, oppositionellen Fernsehsender Mekameleen, dass sie auf all ihre vorherigen Behauptungen bestehe und implizierte, dass Zubeida zu dem Interview gezwungen worden sei. Am 28. Februar 2018 wurde berichtet, dass Zubeidas Mutter von ägyptischen Sicherheitskräften festgenommen worden sei.
2019 ist Guerin BBC-Korrespondentin in Caracas, während der Präsidentschaftskrise und den Protesten in Venezuela.

## Auszeichnungen und Privatleben
2002 wurde Guerin von der University of Essex mit einem Ehrendoktor ausgezeichnet und gewann den Broadcaster of the Year award des London Press Club. 2005 wurde sie mit einem MBE für Rundfunkdienste ausgezeichnet.
2003 heiratete Guerin den Reuters-Korrespondenten Michael Georgy. Im selben Jahr wurde sie mit dem News and Factual Award von Women in Film and Television UK ausgezeichnet. 2009 wurde sie von beiden nordirischen Universitäten, der Queen’s University Belfast und der University of Ulster, mit Ehrentiteln ausgezeichnet. 2014 wurde sie von der University of Bradford mit einem Ehrendoktor ausgezeichnet.